# Решма Валіапан
Решма Валіапан (англ. Reshma Valliappan, також відома як Вал Реш, англ. Val Resh, 1980) — індійська художниця-активістка, яка займається питаннями психічного здоров'я, інвалідності, сексуальності та прав людини. Вона є головною героїнею документального фільму Краплина сонця (англ. A Drop of Sunshine), знятого на основі її реальної історії одужання та життя з шизофренією без ліків, яка до сьогодні є предметом суперечок. Її порівнюють з Джоном Форбсом Нешем-молодшим як «прекрасний розум», але вона є художницею з власним ритмом. Її обличчя, яке важко ігнорувати, з численними пірсингами, татуюваннями та яскраво вираженою індивідуальністю, було помічене як одне з облич для фотокниги феміністичної правозахисної організації CREA, яку опублікувала художниця та фотографка Ребекка Свон.
Її книга, автобіографічна розповідь про життя до того, як їй поставили діагноз «шизофренія», називається Впала, встала: Моє життя як шизофреніка, видана «Women Unlimited». Це перша у своєму роді книга про шизофренію, яка проливає світло на питання стигми, прав людини, юридичних прав і того, що означає жити без ліків.

## Медіа та культура
Краплина сонця стала документальним фільмом, який отримав багато нагород, зокрема, «Срібний лотос» як «найкращий мотиваційний/надихаючий/повчальний фільм» на 59-й Національній кінопремії, найстарішій і найпрестижнішій нагороді для фільмів в Індії. У тексті нагороди зазначено: «За розкриття таємниць і підвищення обізнаності про шизофренію через історію відважної подорожі молодої жінки».
Фільм здобув найбільшу кількість нагород на щорічному фестивалі Індійської асоціації продюсерів документального кіно IDPA 2011 р. Отримав Золоту нагороду за «найкращий фільм (тематичний)», Золоту нагороду за «найкращий фільм (телевізійний неігровий)», Золоту нагороду за «найкращий звуковий дизайн (неігровий)», Почесну грамоту за «операторську роботу» Ясіра Аббасі, та Почесну грамоту за «найкращий неігровий фільм тривалістю понад 30 хвилин».
Решма Валіапан також брала участь у програмі CNN IBN Living It Up, де розповідала про причини відмови від традиційного підходу та створення платформ допомоги за допомогою своєї роботи Червоні двері.
Валіапан винайшла слово «шизофреніст(-ка)» (schizophrenist) і пояснила, що воно означає, в інтерв'ю на NDTV.
«Коли ви говорите про шизофренію, це автоматично табу, психічний розлад, хвороба. Шизофренік (schizophrenic) — це прикметник. Але я хочу його прийняти, я не хочу його заперечувати, тому що саме так люди ідентифікують таких людей, як я. Вони ставлять штамп, тому я не хочу його заперечувати. Вони ставлять на ньому штамп, тож я кажу: „Гаразд, якщо ви так мене називаєте, я візьму цей ярлик і буду ним володіти“. Так само, як ви — художник(-ця), я — шизофреністка. Тепер ви маєте справу з визначенням, яке ви мені дали, тому що воно моє» — каже Решма.

## Визнання та кар'єра

### Активізм
Решма Валіапан є співзасновницею Mind Arcs і керує творчою ініціативою The Red Door, яка використовує соціальні медіа (блоги, Facebook і Twitter) для розв'язання проблем психічного здоров'я та психічно хворих. Її робота вимагає її присутності в Інтернеті, оскільки вона часто відіграє роль «підтримки рівності» для багатьох інших, які знаходять комфорт в анонімності, доступній в Інтернеті. Пітер К. Ґолдмарк-молодший у своїй щотижневій колонці для Newsday назвав її «Рідкісною воїтелькою проти психічних розладів».
У 2012 році під час стипендії, наданої їй Бгарґаві Даваром з Фонду Бапу, Валіапан допомогла очолити кампанію зі звільнення жінки, яку визнали «несповна розуму» і проти її волі ув'язнили в державній психіатричній лікарні. Завдяки рішучій адвокації, а також за допомогою інших активістів, їм вдалося звільнити жінку за два тижні, що стало другим подібним випадком за 200 років існування психіатрії в Індії.
У 2014 році вона була обрана стипендіаткою Ашоки та стипендіаткою Ink Fellow 2014.
Валіапан працює над тим, щоб порушувати питання сексуальності та психічних розладів і того, як обидві ці теми розглядаються через призму патології, особливо якщо людина має психічний розлад. Пройшовши навчання в «NCPEDP» як авторка тіньового звіту для «UNCRPD» («Конвенції про права людей з інвалідністю»), вона використовує термін проблема чотирьох стін як синонім до виразу «двері, що обертаються».

### Письменництво та адвокація
Решма Валіапан почала займатися захистом психічного здоров'я під час власної боротьби з шизофренією. Разом з іншими журналістами вона отримала нагороду SCARF-PII Award 2014 за статтю в «The Hindu» під назвою Про те, як бути нормальним, хоча не має жодного уявлення про те, що таке журналістика, і пише, тому що це форма катарсису. Наприкінці презентації Валіапан виголосила блискучу промову про права та дискримінацію, з якими стикаються люди з психічними розладами:
«Я ніколи нікого не ґвалтувала, не катувала і не ображала, але через те, що я „пережила психіатрію“, ні уряд, ні суспільство не дають мені тих прав, на які я заслуговую. Індійське законодавство стверджує, що люди з психічними розладами не можуть подорожувати літаком, якщо вони не перебувають під дією заспокійливих препаратів… Вони не можуть голосувати, не мають права голосу у своєму лікуванні і не мають такого ж права на освіту, як інші. Багато з цих правил є неконституційними, але ніхто не бажає змінювати ці архаїчні правила».
Нагороду їй вручив Раджив Менон, який сказав, що настав час для більш реалістичного зображення психічного здоров'я в кіноіндустрії замість заїждженого стилю. Режисерка фільму Шарф Тара Шрінівасан сказала, що Валіапан має стати прикладом для інших, оскільки важливо визнавати якісне досліджені історії про психічне здоров'я.
Ім'я та прізвище Решми Валіапан часто пишуть неправильно, що ускладнює перевірку багатьох її робіт. Її ім'я «Решма» писали як «Рашмі» або навіть як «Решмі».

## Нагороди та номінації
WIN PUNE Жінка року
- 2012—2013

SCARF та Інститут преси Індії Медіа для психічного здоров'я
- 2013—2014: Премія Media for Mental Health Award Людина, що пережила психіатрію[18]